# Parc des Sources (Bruxelles)
Pour les articles homonymes, voir parc des Sources.
Le parc des Sources (en néerlandais : Bronnenpark) est un parc situé dans la commune de Woluwe-Saint-Lambert à Bruxelles en Belgique. Il longe le côté droit du boulevard de la Woluwe, près de sa jonction avec l'avenue de Tervueren.

## Une ferme suivie d'un château[1]
À l'origine, le site du parc des Sources appartenait à la ferme de Bovenberg, rattachée à l'hôpital Saint-Jean. Son moulin a fonctionné jusqu'en 1896, moment où le meunier a déménagé au moulin de Lindekemale tout proche. La propriété a ensuite appartenu à la famille de Louis Solvay (1878-1952), fils de l'industriel Alfred Solvay et président de la société Solvay & Cie de 1931 à 1947. Un château et des dépendances sont construits avec, autour, des étangs, des vergers, un jardin potager, des serres, une prairie à chevaux et des bois.

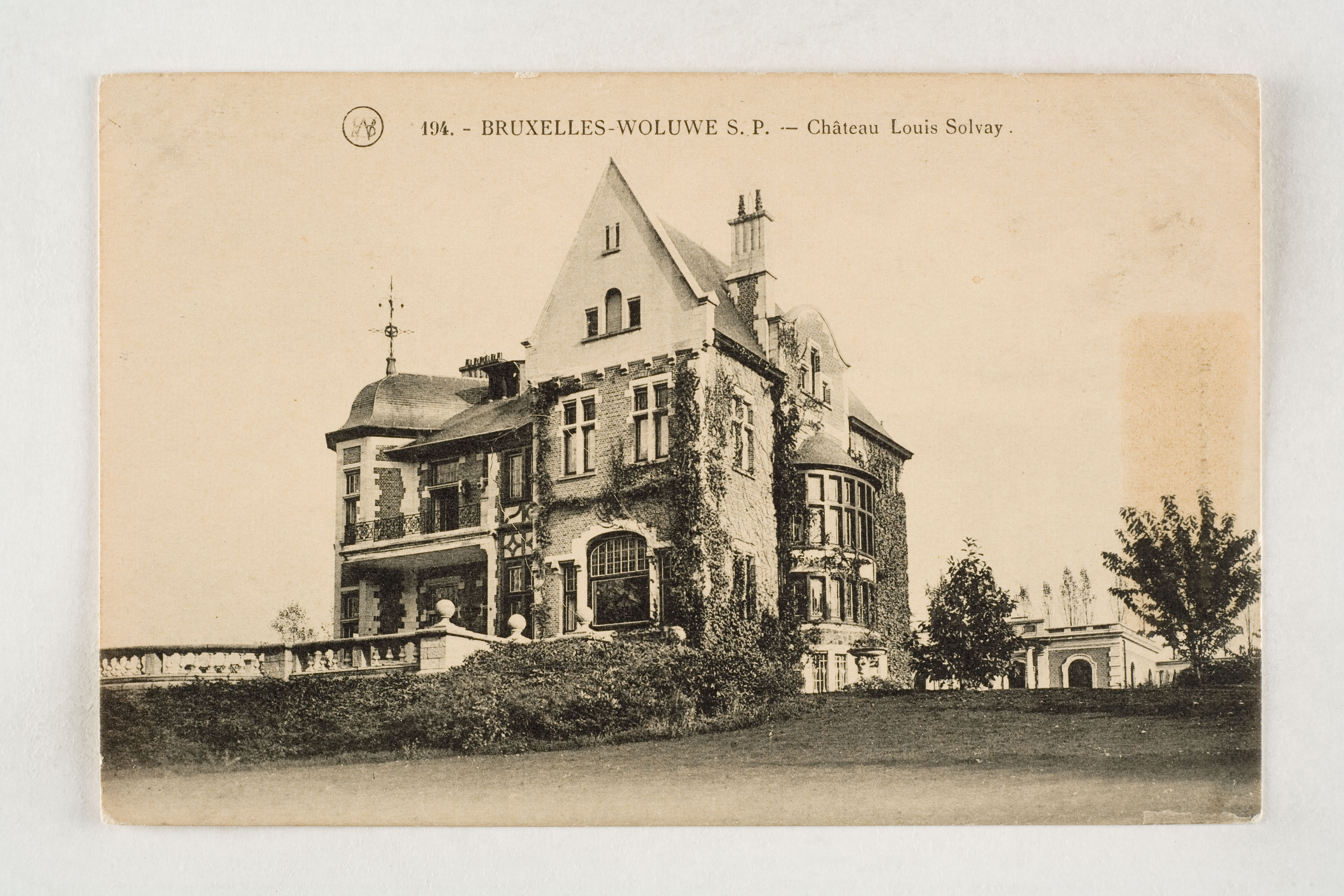
Château Solvay.

Le parc a été créé dans le fond marécageux de la vallée de la Woluwe, à l'emplacement de prairies qui la bordaient. Les étangs ont été creusés pendant la Première Guerre mondiale, probablement dans une ancienne tourbière, exploitée pour servir de combustible de chauffage. Les deux vergers qui agrémentaient le site ont disparu. Sur la hauteur, le premier, entouré d'ifs, était riche d'une trentaine de variétés d'arbres fruitiers. Il était surplombé par une plaine de tilleuls où se trouvaient les serres. Près de l'étang, quelques arbres marquent encore son existence passée.
À la mort de Louis Solvay, en 1952, l'ancienne demeure et une partie du parc ont alors été vendues au promoteur immobilier Ado Blaton. L'autre partie a été rachetée par la commune de Woluwe-Saint-Lambert en 1963 dans le but de créer un parc public au milieu d'immeubles de logements. Les serres et la maison du jardinier ont été démolies dans cette perspective mais le projet immobilier, tardant à se réaliser, sera finalement abandonné.

## Un parc de sources
Le parc des Sources est séparé du boulevard par la Woluwe qui s'écoule parallèlement à l'étang et que l'on enjambe par un petit pont en bois. Conçu sur le modèle du parc paysager, il se compose de parties boisées, de marais à phragmites et d'un étang alimenté par les sources qui lui ont donné son nom.

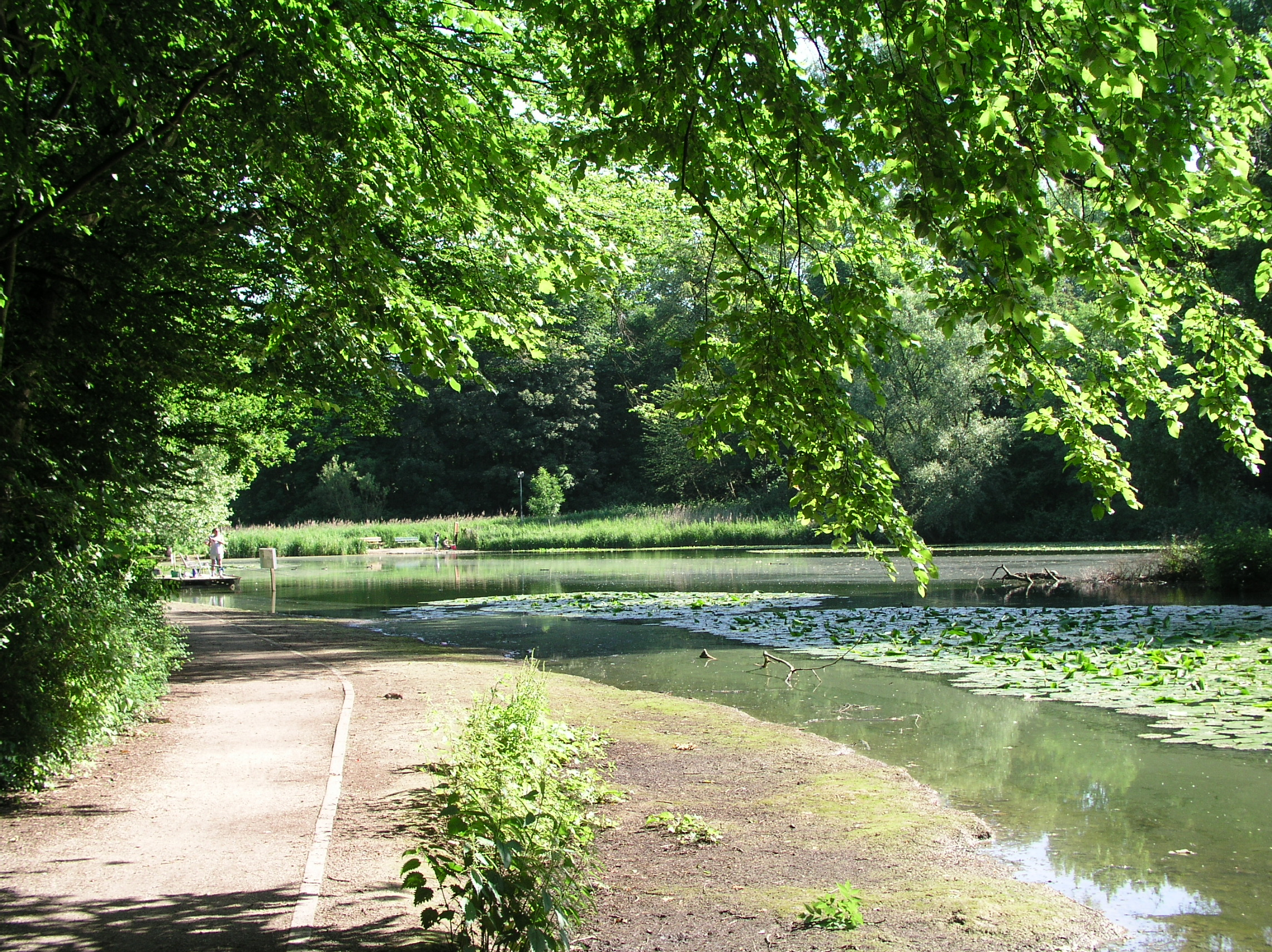
Étang du parc des Sources.

L'étang est peuplé de nénuphars jaunes et autres plantes hydrophytes submergés. Ses berges, reprofilées en pente douce, avaient été agrémentées d'une végétation semi-aquatique à iris jaune ou des marais et à cirse maraîcher, partiellement détruite par la présence de cygnes et de canards.

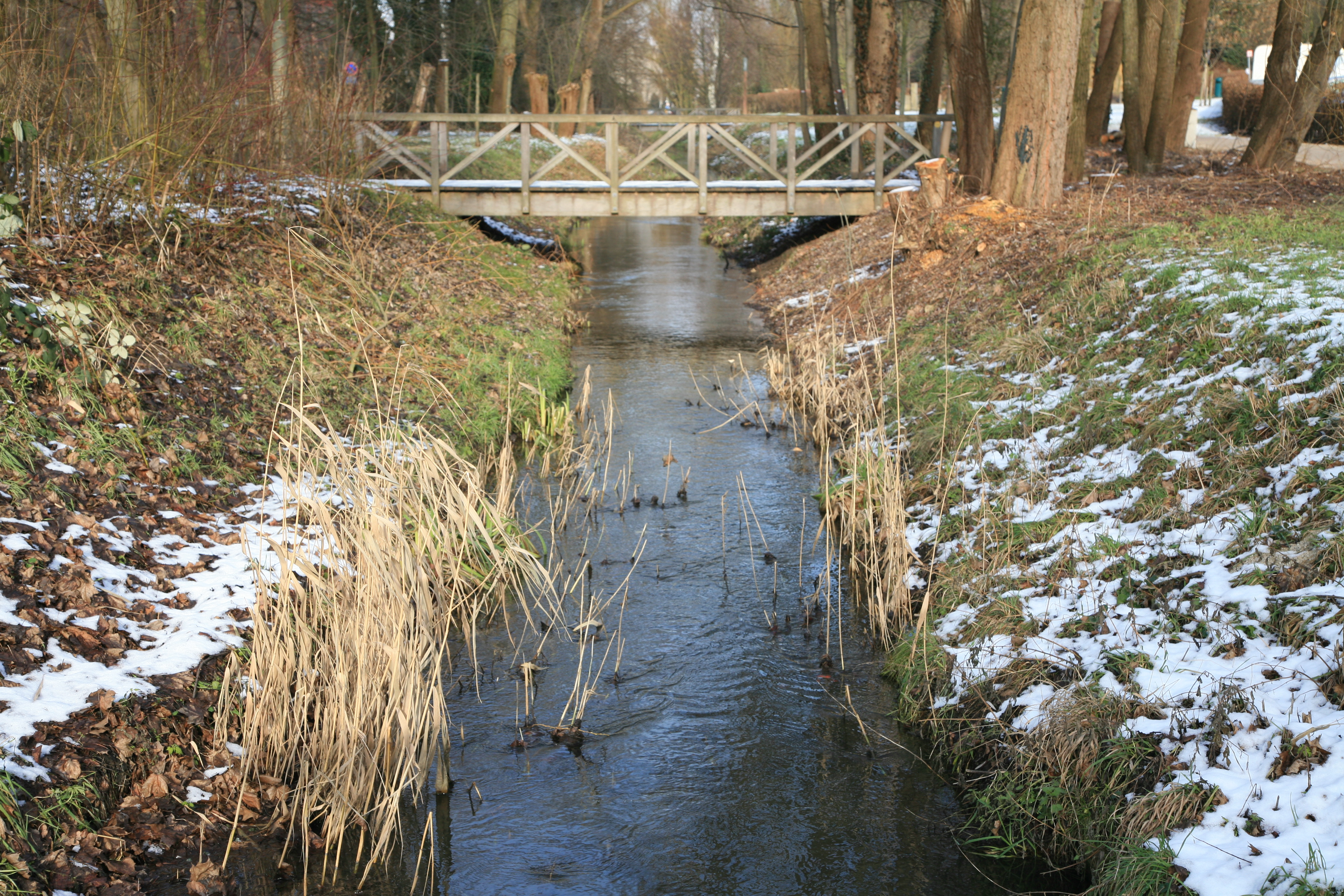
La Woluwe le long du parc des Sources.

Près de l'étang, l'emplacement d'un ancien manège a été reconverti en marais. On y observe une magnocariçaie à Carex acutiformis et une roselière à phragmites.
La partie boisée du parc se situe à l'arrière-plan, vers la promenade de l'ancien chemin de fer. Le bois est dominé par les érables, mélangés à d'autres essences, les saules étant plus nombreux à proximité de la pièce d'eau. Il est parcouru de sentiers sinueux, de bosquets et d'un ruisseau, alimenté par des sources, qui descend la pente du talus jusqu'à l'étang par une cascade de rocailles située juste derrière l'île. En haut de la butte, un pavillon néo-classique en ruines servait d'abri aux terrains de tennis de l'ancienne propriété privée, disposés en terrasses.

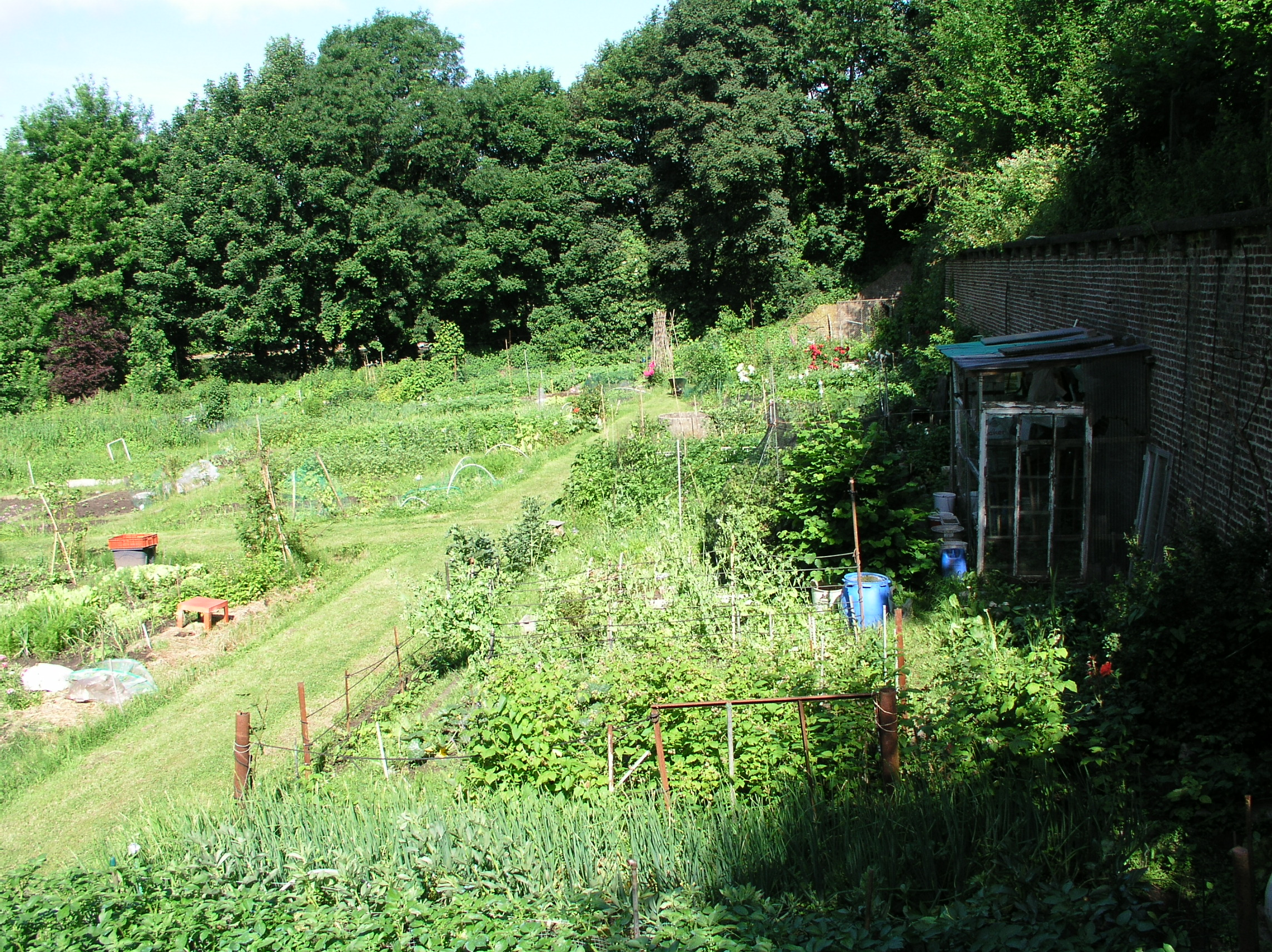
Potager du parc des Sources.

L'ancien potager de la propriété, abrité à l'ombre d'un grand mur soutenant une terrasse, a été divisé en parcelles à l'attention des riverains. Les anciennes serres situées au-dessus du mur ont été démontées.